# 哈德森 (麻薩諸塞州普查規定居民點)
哈德森（英語：Hudson）是位於美國麻薩諸塞州米德爾塞克斯縣的一個普查規定居民點。

## 人口
根據2020年美國人口普查的數據，哈德森的面積為15.33平方千米，當中陸地面積為14.88平方千米，而水域面積為0.45平方千米。當地共有人口15749人，而人口密度為每平方千米1,027.33人。